# L'Amour (film, 2018)
Pour les articles homonymes, voir L'Amour et With Love.
Pour plus de détails, voir Fiche technique et Distribution.
L'Amour  (en anglais, With Love) est un thriller canadien réalisé par Marc Bisaillon et sorti en 2018.
Le film s'inspire d'un double meurtre commis en 2006 par le Néo-Écossais Stephen Marshall.
Le film a été présenté pour la première fois au Festival du cinéma international en Abitibi-Témiscamingue en octobre 2018.
Aux VIIe prix Écrans canadiens, en 2019, le film avait trois nominations pour les prix du meilleur acteur dans un second rôle pour Paul Doucet, du meilleur scénario original pour Marc Bisaillon et du meilleur son d'ensemble pour Stéphane Barsalou et Bernard Gariépy Strobl.

## Synopsis
Alex, un jeune homme, se rend dans le Maine sous prétexte de rendre visite à son père (Paul Doucet), mais, en réalité, il prévoit utiliser le registre des délinquants sexuels de l'État pour traquer et assassiner des délinquants sexuels. Pendant ce temps, sa mère Rose (Fanny Mallette), consciente de ses intentions, se rend aussi dans le Maine pour tenter de l'arrêter.

## Fiche technique
- Titre original : L'Amour
- Réalisation : Marc Bisaillon
- Scénario : Marc Bisaillon
- Supervision musicale : Éric Rathé
- Direction artistique : Corinne Montpetit
- Décors : Catherine Arsenault
- Costumes : Valérie Gagnon-Hamel
- Maquillage : Kim Chantal Frenette
- Photographie : Vincent Biron
- Son : Stéphane Barsalou, Simon Gervais et Bernard Gariépy Strobl
- Montage : Mathieu Bouchard-Malo
- Production : Christine Falco
- Société de production : Films Camera Oscura
- Sociétés de distribution : Filmoption International (international)
- Pays de production :  Canada
- Langue originale : français
- Format : couleur
- Genre : drame
- Durée : 85 minutes
- Dates de sortie :
  - Canada : 27 octobre 2018 (Festival du cinéma international en Abitibi-Témiscamingue)
  - Canada : 16 novembre 2018 (sorti en salle)
  - États-Unis : mars 2019 (Festival international du film de Miami)

## Distribution
- Pierre-Luc Lafontaine : Alex
- Paul Doucet : J.J. Marchand
- Fanny Mallette : Rose Maher
- Claude Despins : Laurent Maher
- Félixe Racette : Anna
- Simon Pigeon : David
- Zakary Auclair : Alex (13 ans)
- Vladislav Kharin : Alex (7 ans)
- Matthew Kabwe : sergent Milo
- Marie-Ève Beauregard : Romy